# بيل هدسون (صحفي)
بيل هدسون (بالإنجليزية: Bill Hudson) هو صحفي ومصور أمريكي، ولد في 20 أغسطس 1932، وتوفي في 24 يونيو 2010.